# أنتونين كنسكي
أنتونين كنسكي (بالتشيكية: Antonín Kinský)‏ (مواليد 31 مايو 1975) هو لاعب كرة قدم. يلعب مع منتخب جمهورية التشيك لكرة القدم. سبق له أن لعب في كأس العالم لكرة القدم مع منتخب بلاده.

## روابط خارجية
- أنتونين كنسكي على موقع الاتحاد التشيكي (الإنجليزية)
- أنتونين كنسكي على موقع قاعدة بيانات كرة القدم.إي يو (الإنجليزية)
- أنتونين كنسكي على موقع ليكيب (الفرنسية)
- أنتونين كنسكي على موقع ناشيونال فوتبول تيمز (الإنجليزية)
- أنتونين كنسكي على موقع Soccerbase.com (لاعب) (الإنجليزية)
- أنتونين كنسكي على موقع Soccerway.com (الإنجليزية)
- أنتونين كنسكي على موقع عالم كرة القدم.نت (الإنجليزية)